# Rada Konsultacyjna (Oman)
Rada Konsultacyjna (arab. مجلس الشورى, Madżlis asz-Szura) – niższa izba omańskiego parlamentu (Madżlis Uman), mająca prawo inicjatywy ustawodawczej, pełniąca funkcje doradcze i kontrolne. Wybierana w wyborach bezpośrednich.
W Omanie nie istnieją partie polityczne, ani parlament w zachodnim tego słowa znaczeniu, a sułtan jest głównym prawodawcą, niemniej jest ograniczony bardzo silną tradycją (ogólnie islamska, ale szczególnie wyraźną w Omanie) nakazującą kierować się konsensusem i zasięgać rady i konsultować się przed podjęciem decyzji (szura). W historii Omanu, madżlis, czyli rady (plemienne, wioskowe itp.) pełniły bardzo istotną rolę, wyrażając wolę społeczności względem rządzących i tradycja ta jest kontynuowana w działaniu Rady Konsultacyjnej.

## Historia
Rada Konsultacyjna powstała w grudniu 1991 roku, jako pierwsze obieralne zgromadzenie na poziomie narodowym. Był to znaczący krok w kierunku parlamentarnego systemu rządów, aczkolwiek o charakterze ewolucyjnym i nawiązującym do lokalnych tradycji. Zwrócono się do lokalnych elit, szejków, intelektualistów, starszych wiosek, by wybierali jak najlepszych reprezentantów, którzy mogliby dalej pracować nad procesem budowy tego systemu, wykształconych na poziomie co najmniej podstawowym i umiejących jasno wyrażać swe myśli.
Pierwsze wybory przeprowadzono na poziomie wilajetów (prowincji – wówczas było ich 59). Lokalne rady wybierały i przedstawiały po trzech kandydatów. Po ich weryfikacji przez gabinet ministrów, ich nazwiska zostały przesłane sułtanowi, który dokonał ostatecznego wyboru i nominacji 59 członków (po jednym z każdego wilajetu). W 1994 zwiększono liczbę członków do 80, by zapewnić wilajetom o większej populacji, większą reprezentację.
Na mocy Prawa podstawowego z 1995 roku, które jest przez władze Omanu traktowane jak konstytucja, Rada Konsultacyjna stała się izbą niższą dwuosobowego parlamentu. Jesienią 1997 roku odbyły się kolejne wybory – z 700 kandydatów, 50 tys. znaczniejszych obywateli Omanu wybrało 164, z których następnie sułtan mianował 82 nowych członków rady. Drugie wybory odbyły się we wrześniu 2000 roku. Uprawnionych do głosowania było 175 tys. obywateli, z których zarejestrowało się jako wyborcy 115 tys. Kandydatów było 566, w tym 21 kobiet – dwie z nich znalazło się wśród wybranych, po raz pierwszy w historii krajów Zatoki Perskiej. W kolejnych wyborach, w 2003 roku, po raz pierwszy mogli brać udział wszyscy obywatele powyżej 21 roku życia - innymi słowy wprowadzono powszechne prawo wyborcze. Wybory z 2007 roku zaznaczyły się znaczącą zmianą składu izby - z 84 członków, 46 było nowo wybranych, a 38 wybrano na kolejną kadencję.
W 2011 roku dokonano zmian w prawie podstawowym, pod wpływem wydarzeń arabskiej wiosny. W szczególności uprawnienia Rady Omanu zostały zwiększone względem rządu – parlament ma prawo zmienić i musi zatwierdzić wszystkie inicjatywy legislacyjne rządu, zanim zostaną przedstawione sułtanowi. Budżet państwa i projektów rozwojowych musi zostać przedstawiony do dyskusji i poprawek najpierw niższej, potem wyższej izbie. Rada Konsultacyjna otrzymała też po raz pierwszy prawo inicjatywy ustawodawczej; izba otrzymała też prawo oskarżenia każdego ministra, podejrzanego o jakieś przestępstwo. Wśród 84 członków wybranych na siódmą kadencję (2011-15) była tylko jedna kobieta, ale też trzech wyróżniających się działaczy ruchów protestacyjnych z wiosny.
Ostatnie wybory miały miejsce 25 października 2015. Z zarejestrowanych 525 785 wyborców, udział wzięło 252 905 osób (56,66%), z czego 127 955 mężczyzn i 124 950 kobiet.

## Prawo wyborcze
Członkowie izby niższej są wybierani we wszystkich wilajetach sułtanatu, wilejaty o populacji powyżej 30 tys. mieszkańców są reprezentowane przez dwóch członków, poniżej 30 tys. – przez jednego.
Czynne prawo wyborcze posiadają wszyscy obywatele Omanu (w tym kobiety) w wieku powyżej 21 lat. Bierne prawo wyborcze posiada każdy obywatel Omanu, powyżej lat 30 (według kalendarza gregoriańskiego), nigdy nie karany, niebędący członkiem sił wojskowych lub bezpieczeństw, nieubezwłasnowolniony i zdrowy psychicznie.

## Kadencja i funkcje
Kadencja izby trwa cztery lata, liczone według kalendarza gregoriańskiego; każda izba wybiera przewodniczącego i dwóch wiceprzewodniczących. W większości przypadków głosowanie są rozstrzygane absolutną większością głosów przy kworum stanowiącym większość członków rady, w tym co najmniej jednego przewodniczącego lub wiceprzewodniczącego. W przypadkach impasu, przewodniczący ma głos rozstrzygający.
Rada urzęduje w rocznych sesjach, trwających nie mniej niż 8 miesięcy w roku. Do ciał wchodzących w skład rady należą - przewodniczący i dwóch wiceprzewodniczących, biuro rady (zajmujące się organizacją pracy), wybierane wśród członków stałe komitaty (np. ds. edukacji i badań naukowych, wód i żywności, gospodarki i finansów itp.) oraz mianowany przez sułtana główny sekretariat, który zajmuje się kwestiami organizacyjnymi i administracyjnymi.
Przewodniczący izby jest automatycznie jednym z członków najwyższego komitetu ds. planów pięcioletnich, a rada dokonuje przeglądu tych planów w dyskusji z ministrami; ma też prawo proponować ustawy związane z tymi planami i inne inicjatywy ustawodawcze. Członkowie mogą zgłaszać wnioski, zapytania do ministrów, żądać debaty lub wyjaśnień od gabinetu - pełnią w ten sposób funkcję regulacyjno-kontrolną.